# Sherpa
Los sherpa o sherpas (ཤར་པ།, en sherpa) son una de las etnias que habitan las regiones montañosas de Nepal, en el Himalaya. Debido a su importancia como guías el término se ha ampliado a cualquier guía del Himalaya.

### Etimología
El término sherpa deriva de la lengua homónima ཤར shar ("este") y པ pa ("gente"), "gente del este", que se refiere a su origen geográfico en el este del Tíbet.

## Asentamientos
- La mayoría de los sherpas viven en la región oriental de Nepal, en Solu, Khumbu, Niagara y Parak. Algunos viven también en el oeste en el valle de Rolwaling en la región Helambu al norte de Katmandú. El poblado sherpa más antiguo de Nepal es Pangvoche, establecido hace más de 300 años.
- De los 155.000 sherpas de Nepal (censo de 2001), 130.000 hablan sherpa, un idioma del sur del Tíbet.
- En la India viven más de 20.000 sherpas (1997), sobre todo en el distrito de Darjeeling dentro del estado federal de Bengala Occidental, y en los estados federales de Sikkim y Arunachal Pradesh.
- En la República Popular de China viven aproximadamente 2600 sherpas (夏尔巴人), de los que el 80% habla el idioma sherpa. A pesar de que "56 nacionalidades" son reconocidas no oficialmente, tiene la Región Autónoma de Tíbet un estatus especial que equipara con un "reconocimiento interno". Su área de población es el distrito de Xigazê, y sobre todo, dos pueblos de la frontera chino-nepalesa: Zhêntang (陈塘镇) del municipio de Dinggyê (定结县) donde viven casi 1600 y Zham (樟木镇) del municipio de Nyalam (聂拉木县) donde lo hacen casi 1000 sherpas.

## Sherpas célebres
- Lhakpa Tenzing, conocido como Apa Sherpa y "Super-Sherpa", ha coronado 21 veces el Everest, siendo la última el 11 de mayo de 2011.[6]
- Tenzing Norgay coronó el Everest junto a Edmund Hillary en la primera ascensión el 29 de mayo de 1953.[7]
- Pem Dorjee Sherpa tiene en su haber 10 escaladas al Everest y récord de velocidad en ascenso. En 2004 consiguió la ascensión más rápida de la historia al monte Everest, llegando a conquistar el "techo del mundo" en 8 horas y 10 minutos. Esta hazaña fue registrada en el Libro Guinness de los Récords Mundiales. Aunque este logro no estuvo exento de controversia, pues en el 2017, la Corte Suprema de Nepal emitió una sentencia favorable a Lakpa Gelu Sherpa, consolidando su récord de ascensión más rápida en 10 horas y 56 minutos.[8]
- Chhurim entró en los récords mundiales Guinness a los 29 años por haber escalado el Everest dos veces en una semana. Primero llegó a la cumbre el 12 de mayo de 2012 y nuevamente una semana después el 19 de mayo.[9]
- Lhakpa Sherpa (Makalu, 1973) es una alpinista y sherpa nepalí. Ha escalado el Everest diez veces, el mayor número para una mujer en el mundo. Su décima y última ascensión, que batió el récord, tuvo lugar el 12 de mayo de 2022, y la financió mediante una campaña de crowdfunding. En 2000, se convirtió en la primera mujer nepalí en escalar y descender el Everest con éxito. En 2016, fue incluida en la lista de las 100 mujeres de la BBC.

## Sobre la Genética
- Adaptaciones Genéticas y Fisiológicas

Los sherpas presentan una variante genética en el gen EPAS1, relacionada con la eficiencia en el uso del oxígeno. A diferencia de las personas de otras regiones, no necesitan aumentar la cantidad de hemoglobina en su sangre, lo que evita problemas como el engrosamiento de la sangre, común en los escaladores de baja altitud. Su cuerpo es capaz de utilizar el oxígeno de manera más eficiente gracias a su habilidad para quemar glucosa en lugar de grasa, un proceso metabólico que requiere menos oxígeno para generar energía.
- Estilo de Vida y Rol en las Expediciones

Desde generaciones atrás, los sherpas han vivido en altitudes superiores a los 3,000 metros, adaptándose naturalmente a estas condiciones. Además, su conocimiento del terreno y su fortaleza física los hace imprescindibles como guías y portadores en las expediciones al Everest.
Estas características no solo son biológicas, sino que también reflejan una profunda conexión cultural y geográfica con el Himalaya, lo que los distingue como una comunidad única en el mundo de la alta montaña.